# Semicarbazone

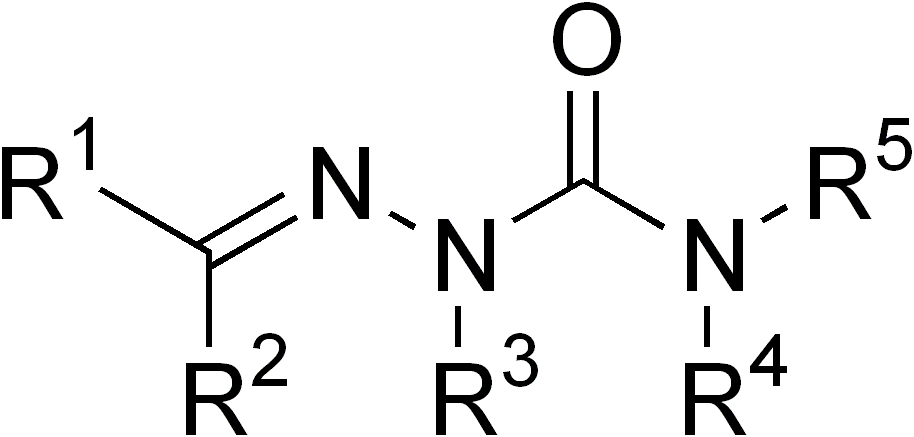
Structure générale d'une semicarbazone

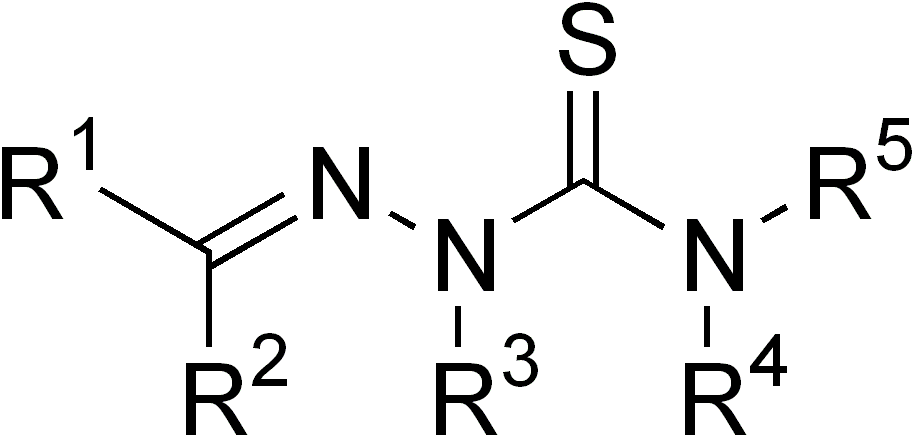
Structure générale d'une thiosemicarbazone

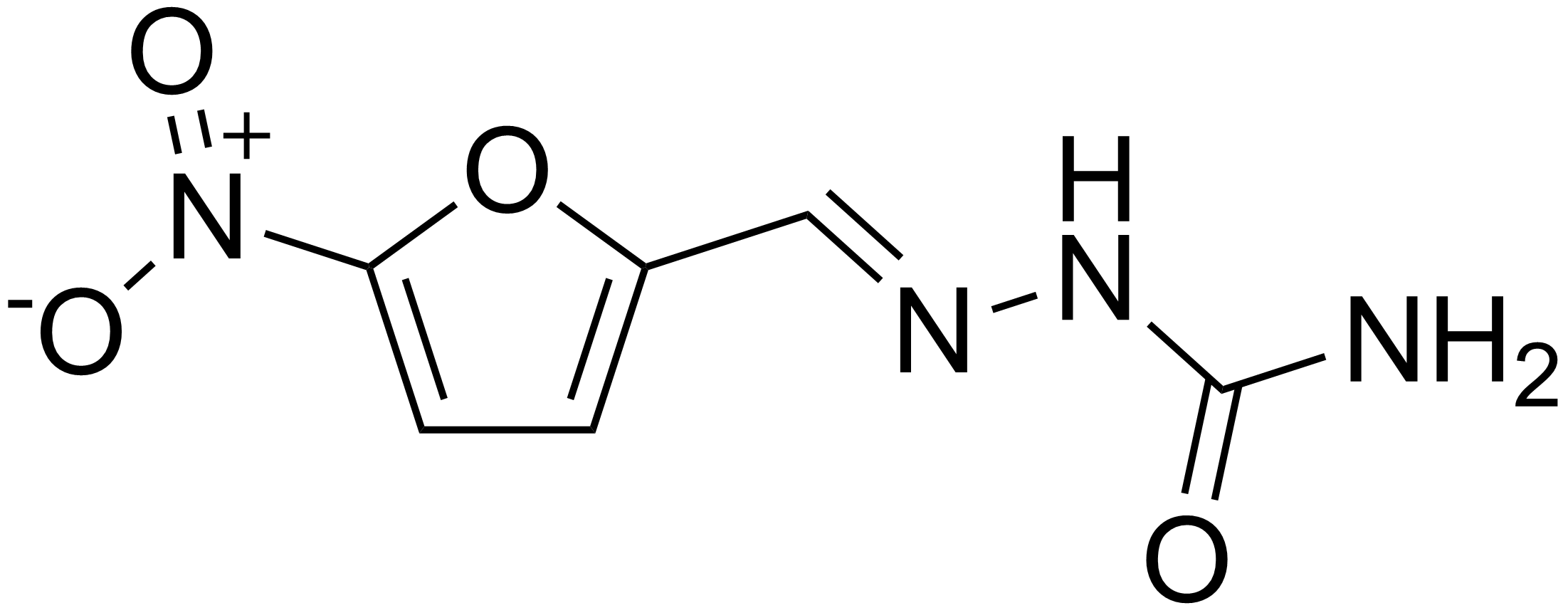
La nitrofurazone, un antibiotique de la classe des semicarbazones

En chimie organique, une semicarbazone est une molécule possédant un groupe :
{\displaystyle C=N-NH-C(=O)-NR_{2}}
On appelle thiosemicarbazone l'analogue d'une semicarbazone possédant un atome de soufre à la place de l'atome d'oxygène. 

## Synthèse
Les semicarbazones sont des dérivés des aldéhydes ou des cétones, et sont formées par condensation de ces derniers avec un semicarbazide.
{\displaystyle \mathrm {H_{2}NNHC(=O)NH_{2}+RC(=O)R^{2}\longrightarrow RR^{2}C=NNHC(=O)NH_{2}+H_{2}O} }
Avec R2 un hydrogène pour les aldéhydes et un groupe alkyle pour les cétones.

## Utilisation
Beaucoup de semicarbazones sont des solides cristallins, ce qui est utile pour identifier leur aldéhyde/cétone parent par analyse du point de fusion (de la même façon qu'on utilise les oximes et les hydrazones). Certaines semicarbazones sont utilisées pour isoler et purifier un composé carbonylé, la semicarbazone étant ensuite facilement clivée par hydrolyse acide.
Certaines semicarbazones, telles que le nitrofurazone (nitrofural), et certaines thiosemicarbazones sont connues pour leur activité antivirale et anticancer, généralement médiatisées par une liaison avec du cuivre ou du fer. 